# Запорізька ВЕС
Запорізька вітрова електростанція — вітрова електростанція в Україні, яка розташована на території Приазовського і Мелітопольського районів Запорізької області і яку будує компанія EuroCape. Запланована проєктна потужність 500 МВт. Загальна сума інвестицій $560 млн.

## Розташування
Запорізька ВЕС розміщується за межами населених пунктів на території Дівнинської, Добрівської, Дунаївської, Гірсовської, Надеждинської і Мордвинівської сільських рад в Приазовському та Мелітопольському районах Запорізької області. На території зазначених шести сільських рад заплановано встановити до 167 вітряних турбін з лінією електропередач 330 кВ на території сьомої — Новенської сільської ради, а також за межами населеного пункту.
Найбільша частина потужностей вітроелектростанції (350 МВт) буде побудована на території Гірсівської ОТГ Приазовського району Запорізької області.

## Історія
Проєктування розпочато в 2009 році.
У травні-вересні 2020 року було збудовано першу чергу вітроелектростанції потужністю 98 МВт. В неї увійшли 27 наземних вітряних турбін GE Renewable Energy 3,6 МВт з діаметром ротора 137 м, висотою маточини 110 м. Першу чергу введено в експлуатацію 2 червня 2021 року. Вартість $150 млн.